# Estadio José Mangriñán
El estadio José Mangriñán es el estadio de fútbol de la UD Vall de Uxó, y está situado en la avenida Algar s/n de la localidad de Vall de Uxó en la provincia de Castellón. Tiene unas dimensiones de 104x65 m, y consta de una capacidad de hasta 4000 espectadores/as. 
Antiguamente conocido bajo el nombre de Estadio Industrial Segarra, fue inaugurado en 1944 como campo de fútbol del (ya desaparecido y antecesor de la UD Vall de Uxó), CD Segarra. Posteriormente, el estadio adoptaría el nombre de José Mangriñán (en honor al antiguo futbolista del Valencia CF perteneciente a la localidad y fallecido en el año 2006 en Villarreal).
También es importante reseñar que cada año se juega en el estadio el trofeo de fútbol infantil de José Mangriñán.